# Cloyes-les-Trois-Rivières
Cloyes-les-Trois-Rivières – gmina we Francji, w Regionie Centralnym, w departamencie Eure-et-Loir. W 2013 roku liczba ludności wynosiła 5899 mieszkańców. 
Gmina została utworzona 1 stycznia 2017 roku z połączenia dziewięciu ówczesnych gmin: Autheuil, Charray, Cloyes-sur-le-Loir, Douy, La Ferté-Villeneuil, Le Mée, Montigny-le-Gannelon, Romilly-sur-Aigre oraz Saint-Hilaire-sur-Yerre. Siedzibą gminy została miejscowość Cloyes-sur-le-Loir.